# 凉薯
凉薯或豆薯（學名：Pachyrhizus erosus），在中國某些地區稱番葛（闽南语）、豆薯（華北某些地區以及湖南）、地瓜（西南地區如四川、貴州、雲南以及中部的陝西、湖北、安徽，和福州等地）、地蘿蔔、沙葛（粵語）、芒光（馬來西亞闽南语）等等，是豆科一年生或多年生藤本植物。其塊根肥大，常為心形；外表皮薄但堅韌，易撕下；肉質白色，生吃爽脆甘甜，亦可熟食，口感與荸薺相似而被視為荸薺的替代品。

## 分布
原产墨西哥、中北美洲。農業栽培主要分佈在熱帶地區，包括南美洲的厄瓜多、秘魯、亞洲的福建、江西、廣東、广西、四川、台灣、琉球、印尼、越南、菲律賓、馬來西亞等地。

## 料理
紫菜薄饼、薄饼、地瓜汤、清炒地瓜片、粉果

## 形态
豆薯屬豆科豆薯屬中能形成塊根的栽培種，多年生：纏繞性草質藤本植物。豆薯的塊根肥大，肉潔白脆嫩多汁，富含糖分和蛋白質，還含豐富的維生素C。可生食，也可熟食。老熟塊根中澱粉含量較高，可提制澱粉。
根系強大，耐旱、耐瘠力強。在主根近莖一端積累養分而形成塊根，扁圓形或紡錘形，具淺縱溝，表皮淡黃色,皮薄而堅韌,易剝離。食用部分是由薄壁細胞構成的、特別發達的次生木質部。莖蔓性，長1.5～2米，具右旋性。葉為三出複葉。總狀花序，自主莖5～6節起連續著生,一花序能開花10餘朵至數十朵,花為紫藍色或白色蝶形花，一般只有花序下端的花能結莢。豆薯的塊根有扁圓形和紡錘形兩個類型，前者較小，質地細嫩，較早熟，產於貴州、四川、雲南等地；後者較大，有的可重達10千克，較晚熟，產量較高，產於廣西、廣東等地。染色體數2n＝22。

## 毒性
種子和莖葉中含魚藤酮，對人畜有毒，可用以制殺蟲藥劑。

## 生态
豆薯以風化程度較高、透氣性好、排水良好的黃壤為宜。性喜溫暖，耐熱性強，生長適溫為25～30℃，開花結果期尤需較高溫度。生長期長，早播或育苗早栽可以充分利用溫暖季節。
- 佐以墨西哥Tajín fruit seasoning的切塊鮮豆薯
- 農貿市場銷售的豆薯塊根